# Nemomydas lamia
Nemomydas lamia är en tvåvingeart som först beskrevs av Seguy 1928.  Nemomydas lamia ingår i släktet Nemomydas och familjen Mydidae.
Artens utbredningsområde är Costa Rica. Inga underarter finns listade i Catalogue of Life.